# EU-filmfestival (Bangkok)
Het EU filmfestival is een door de Europese Unie gesponsord filmfestival dat jaarlijks in Bangkok (Thailand) plaatsvindt. Het doel is om films uit de verschillende lidstaten te promoten onder het Thaise publiek. De films worden in de originele taal vertoond met ondertitels in het Engels en soms ook Thai.

## 2004
In 2004 werden er 24 films uit 17 landen vertoond. De films werden vertoond in bioscopen in: Bangkok (21 mei - 30 mei) , Chiang Mai (1 juni - 13 juni) , Udon Thani (11 juni - 20 juni).
De titels (in het Engels):
- Der Uberfal (Oostenrijk)
- Pauline en Paulette (België)
- The third eye (België)
- Autumn spring (Tsjechië)
- Mona's world (Denemarken)
- Upswing (Finland)
- Class trip (Frankrijk)
- Read my lips (Frankrijk)
- Forget America (Duitsland)
- It's a jungle out there (Duitsland)
- Sweet dreams (Griekenland)
- Stracciatella (Hongarije)
- When Brendan met Trudy (Ierland)
- La Meglio Gioventù (Het beste van de jeugd)(Italië)
- Twin sisters (Nederland)
- Dutch light (Nederland)
- Minoes (Nederland)
- There and back (Polen)
- Police woman (Portugal)
- The jungle (Portugal)
- The man on the flying trapeze (Portugal)
- Thomas the falconer (Slowakije)
- Gossip (Zweden)
- Bright young things (Verenigd Koninkrijk)